# Warfarin

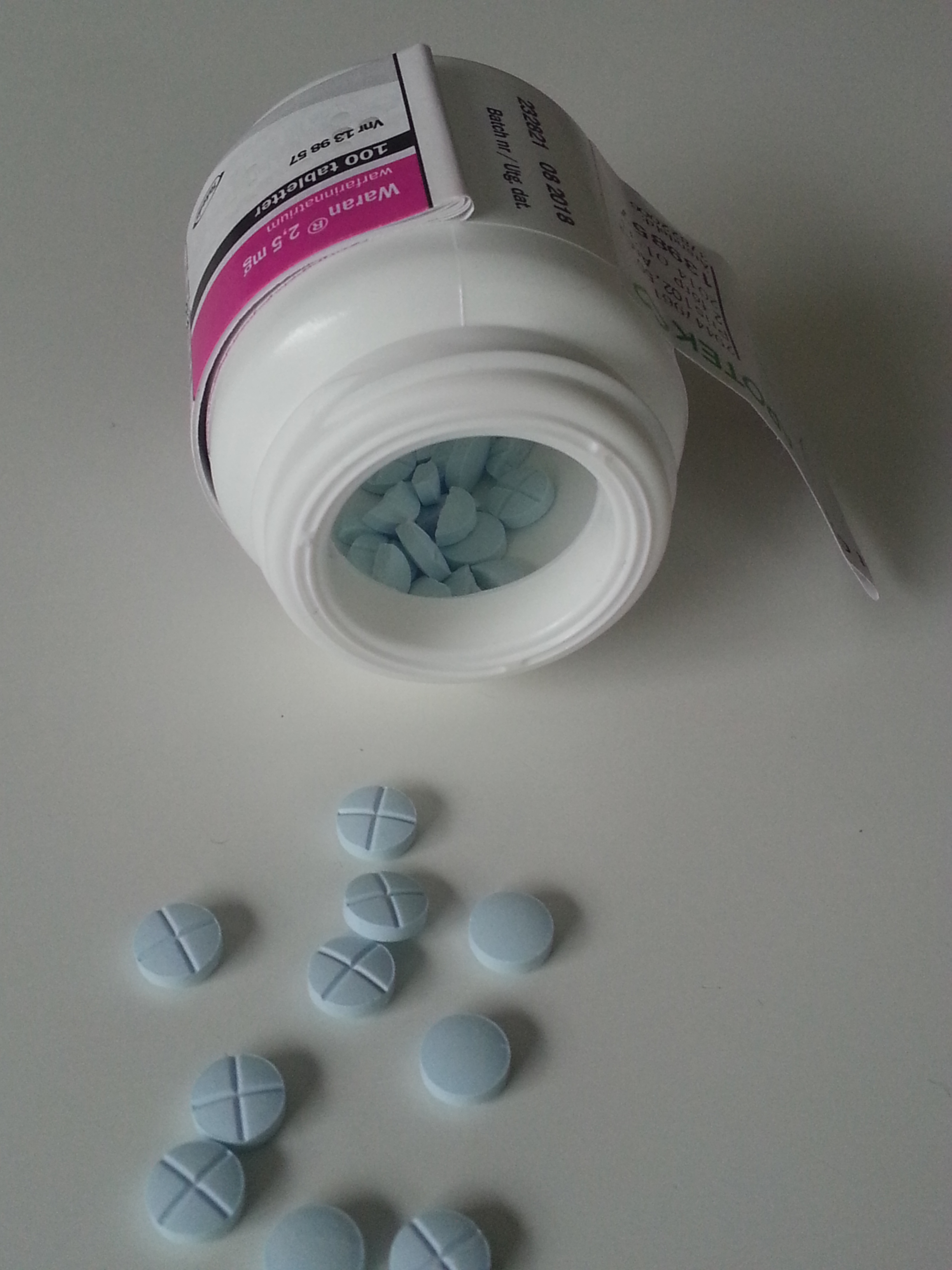
Waran är handelsnamnet på substansen warfarin.

Warfarin är ett ämne som förhindrar blodkoagulering (antikoagulant),  en  vitamin K-antagonist av kumarintyp som används mot blodproppar och som råttgift (rodenticid, se också dikumarol) och annan skadedjursbekämpning. Warfarin verkar genom att hämma enzymet vitamin K-epoxidreduktas (den polymorfa genen för detta enzym kallas VKORC1), som gör K-vitamin tillgängligt för aktivering av framför allt koagulationsfaktorerna II, VII, IX och X. 
Waran är i Sverige det vanligaste handelsnamnet för substansen warfarin. Den blå färgen är till för att man lätt ska kunna särskilja dem från andra piller. En del patienter har visat sig allergiska och då får man helt enkelt ta bort färgningen. Det finns även andra handelsnamn på substansen.
Warfarin ges som ett isomerpar som hydroxyleras i levern av olika typer av mikrosomala enzymer i familjen cytokrom P450. R-isomeren metaboliseras bland annat av CYP1A2 och CYP3A4 medan S-warfarin elimineras av det polymorfa enzymet CYP2C9. Dessa enzymer är kända för att vara inducerbara, det vill säga deras aktivitet kan öka kraftigt, sedan de upprepade gånger har brutit ner ett visst ämne. Möjligen är det en sådan induktion som gör att enskilda råttor kan bli resistenta mot gifter, men det är också känt att mutationer i VKORC1 kan orsaka warfarinresistens hos både råttor och människor. Det inducerande ämnet behöver inte vara warfarin utan kan vara ett annat ämne eller läkemedel. På grund av denna interaktionsrisk råder stor försiktighet vid samtidig användning av andra läkemedel. 
Råttgift är också farligt för andra däggdjur som äter råttor, och om de uppvisar förgiftningssymtom måste de omgående till veterinär. Förgiftningar med warfarin behandlas med höga doser K-vitamin och ibland även tillförsel av aktiverade koagulationsfaktorer.
Namnet härrör från Wisconsin Alumni Research Foundation, efter den stiftelse som sponsrade forskningen som ledde fram till den färdiga substansen.

## Stereokemi
Warfarin innehåller ett stereocenter och består av två enantiomerer. Detta är en racemate, dvs en 1: 1-blandning av ( R ) - och ( S ) -formen:
| Enantiomer av warfarin | Enantiomer av warfarin |
| ---------------------- | ---------------------- |
| CAS-Nummer: 5543-58-8  | CAS-Nummer: 5543-57-7  |